# Tegostoma baphialis
Tegostoma baphialis is een vlinder uit de familie van de grasmotten (Crambidae). De wetenschappelijke naam van de soort is, als Anthophilodes baphialis, voor het eerst geldig gepubliceerd in 1871 door Staudinger.
De soort komt voor in Europa.